# Sylvie Jung Henrotin
Sylvie Jung Henrotin (de soltera Jung; pronunciación en francés: [silvi ɑ̃ʁɔˈtɛ̃], pronunciación en alemán: [jʊŋ]; 10 de julio de 1904 - 15 de diciembre de 1970) fue una jugadora de tenis francesa que estuvo activa durante finales de la década de 1920 y la década de 1930. Sus mejores resultados los obtuvo en el evento de dobles, terminando como subcampeona en siete competiciones de dobles y dobles mixtos de Grand Slam.
Participó en el evento de individuales de los Campeonatos de Wimbledon desde 1930 hasta 1939, y su mejor resultado durante este período fue llegar a la cuarta ronda en 1933 y 1939. Henrotin también participó en los Campeonatos de Francia, alcanzando los cuartos de final en individuales en cinco ocasiones (1929, 1935, 1936, 1937, 1938).
Fue subcampeona en el evento de individuales del Campeonato de Alemania de 1933 después de perder la final en sets corridos ante Hilde Krahwinkel.
En agosto de 1936, ganó el título de individuales en el Eastern Grass Court Championships en Rye, Nueva York, con victorias contra Alice Marble y Helen Pedersen en las semifinales y la final, respectivamente. En enero de 1937, ganó los títulos de individuales, dobles y dobles mixtos en los Campeonatos de Interior de EE. UU.

## Finales de torneos de Grand Slam

### Dobles: 4 (4 subcampeonatos)
| Resultado | Año  | Campeonato              | Superficie | Pareja            | Oponentes                      | Marcador      |
| --------- | ---- | ----------------------- | ---------- | ----------------- | ------------------------------ | ------------- |
| Derrota   | 1928 | Torneo de Roland Garros | Arcilla    | Suzanne Devé      | Eileen Bennett Phoebe Holcroft | 0–6, 2–6      |
| Derrota   | 1933 | Torneo de Roland Garros | Arcilla    | Colette Rosambert | Simonne Mathieu Elizabeth Ryan | 1–6, 3–6      |
| Derrota   | 1933 | Campeonato de Wimbledon | Césped     | Dorothy Andrus    | Simonne Mathieu Elizabeth Ryan | 3–6, 3–6      |
| Derrota   | 1937 | Torneo de Roland Garros | Arcilla    | Dorothy Andrus    | Simonne Mathieu Billie Yorke   | 6–3, 2–6, 2–6 |

### Dobles mixtos: 3 (3 subcampeonatos)
| Resultado | Año  | Campeonato              | Superficie | Pareja              | Oponentes                    | Marcador       |
| --------- | ---- | ----------------------- | ---------- | ------------------- | ---------------------------- | -------------- |
| Derrota   | 1935 | Torneo de Roland Garros | Arcilla    | André Martin-Legeay | Lolette Payot Marcel Bernard | 6–4, 2–6, 4–6  |
| Derrota   | 1936 | Torneo de Roland Garros | Arcilla    | André Martin-Legeay | Billie Yorke Marcel Bernard  | 5–7, 8–6, 3–6  |
| Derrota   | 1937 | Campeonato de EE. UU.   | Césped     | Yvon Petra          | Sarah Palfrey Don Budge      | 2–6, 10–8, 0–6 |

## Cronologías de torneos de Grand Slam
| G | F | SF | CF | #R | RR | Q# | DNQ | A | NH |

(G) ganador; (F) finalista; (SF) semifinalista; (CF) cuartofinalista; (#R) rondas 4, 3, 2, 1; (RR) round-robin; (Q#) ronda de clasificación; (NC) no calificó; (A) ausente; (NS) no sostenido; (PA) porcentaje de acertamiento (eventos ganados / competido); (V–D) récord de victorias y derrotas.

### Individuales
| Torneo                | 1928  | 1929  | 1930  | 1931  | 1932  | 1933  | 1934  | 1935  | 1936  | 1937  | 1938  | 1939  | 1940  | SR Carrera |
| --------------------- | ----- | ----- | ----- | ----- | ----- | ----- | ----- | ----- | ----- | ----- | ----- | ----- | ----- | ---------- |
| Abierto de Australia  | A     | A     | A     | A     | A     | A     | A     | A     | A     | A     | A     | A     | A     | 0 / 0      |
| Campeonato de Francia | 2R    | CF    | 1R    | 3R    | 3R    | 3R    | 2R    | CF    | CF    | CF    | CF    | A     | A     | 0 / 11     |
| Wimbledon             | A     | A     | 1R    | A     | A     | 4R    | 3R    | 2R    | 3R    | 2R    | 2R    | 4R    | A     | 0 / 8      |
| Campeonato de EE. UU. | A     | A     | A     | A     | A     | A     | A     | A     | A     | 1R    | 1R    | A     | A     | 0 / 2      |
| SR                    | 0 / 1 | 0 / 1 | 0 / 2 | 0 / 1 | 0 / 1 | 0 / 2 | 0 / 2 | 0 / 2 | 0 / 2 | 0 / 3 | 0 / 3 | 0 / 1 | 0 / 0 | 0 / 21     |

### Dobles
| Torneo                | 1928  | 1929  | 1930  | 1931  | 1932  | 1933  | 1934  | 1935  | 1936  | 1937  | 1938  | 1939  | 1940  | SR Carrera |
| --------------------- | ----- | ----- | ----- | ----- | ----- | ----- | ----- | ----- | ----- | ----- | ----- | ----- | ----- | ---------- |
| Abierto de Australia  | A     | A     | A     | A     | A     | A     | A     | A     | A     | A     | A     | A     | A     | 0 / 0      |
| Campeonato de Francia | F     | SF    | CF    | SF    | 2R    | F     | SF    | SF    | CF    | F     | 2R    | A     | A     | 0 / 11     |
| Wimbledon             | A     | A     | SF    | A     | A     | 3R    | F     | 3R    | SF    | SF    | SF    | 1R    | A     | 0 / 8      |
| Campeonato de EE. UU. | A     | A     | A     | A     | A     | A     | A     | A     | SF    | 3R    | CF    | SF    | CF    | 0 / 5      |
| SR                    | 0 / 1 | 0 / 1 | 0 / 2 | 0 / 1 | 0 / 1 | 0 / 2 | 0 / 2 | 0 / 2 | 0 / 3 | 0 / 3 | 0 / 3 | 0 / 2 | 0 / 1 | 0 / 24     |